# Blauwkapifrita
De blauwkapifrita (Ifrita kowaldi) is een vrij kleine zangvogel uit het monotypische geslacht Ifrita in de monotypische familie Ifritidae.

## Kenmerken
De blauwkapifrita is ongeveer 17 cm lang. De vogel is overwegend geelachtig bruin gekleurd, van onderen lichter dan van boven. De blauwkapifrita heeft een zwarte wenkbrauwstreep met daarboven een blauw kruinstreepje, vandaar de naam. Het mannetje heeft een witte streep achter zijn oog, het vrouwtje en onvolwassen vogels een vuilgele streep.

## Verspreiding en leefgebied
De vogel is endemisch in de berggebieden van Nieuw-Guinea en komt voor in bergbossen op een hoogte tussen de 2100 en 2600 meter boven de zeespiegel, vooral in secundair, vochtig nevelbos. De vogel lijkt qua gedrag erg op de leldikkop die voorkomt in vergelijkbaar habitat.

## Giftig
De blauwkapifrita bezit als afweer het batrachotoxine, een gifstof die bekend is van pijlgifkikkers uit Midden- en Zuid-Amerika. Bekend is dat de vogels de gifstof niet zelf aanmaken. Waarschijnlijk krijgen ze het gif binnen via een giftige keversoort (Choresine pulchra Melyridae Bloemweekschilden) die als voedsel dient. Op deze manier komen ook de pijlgifkikkers aan hun giftige afscheiding. Batrachotoxine werd eerder aangetroffen in de huid en veren van de bergpitohui (Pitohui dichrous), de bonte pitohui (P. kirhocephalus) en de roestpitohui (P. ferrugineus).

## Taxonomie
De blauwkapifrita werd vroeger gerekend tot de Orthonychidae of tot verwanten van de soorten uit het geslacht Cinclosoma die nu in de aparte familie Psophodidae zijn geplaatst. Moleculair genetisch onderzoek wijst erop dat deze soort daar niet thuishoort, maar dat de soort behoort tot de clade Corvoidea en mogelijk verwant is met een of meer van de volgende groepen uit deze superfamilie: monarchen, klauwieren, kraaien, paradijsvogels en slijknestkraaien. Sinds 2014 staat dit taxon in de monotypische familie Ifritidae op de IOC World Bird List.

## Status
De grootte van de populatie is niet gekwantificeerd maar de soort wordt omschreven als vrij algemeen. Op de Rode lijst van de IUCN heeft deze soort de status niet bedreigd.